# Иван Кордоба
Иван Рамиро Кордоба Сепулведа (шп. Iván Ramiro Córdoba Sepúlveda; 11. август 1976) бивши је колумбијски фудбалер који је играо у одбрани.
Каријеру је почео у локалном клубу Депортиво Рионегро, а касније је наставио у Атлетико насионалу и аргентинском Сан Лоренсу. 2000. године прикључио се Интеру из Милана у којем се задржао до краја своје каријере, 2012. године. За репрезентацију Колумбије одиграо је 73 утакмице и постигао 5 голова, а за коју се такмичио на Светском првенству 1998. и Купу конфедерација 2003.

## Статистика каријере

### Репрезентација
| Колумбија | Колумбија | Колумбија |
| Година    | Утакмица  | Голова    |
| --------- | --------- | --------- |
| 1997      | 9         | 0         |
| 1998      | 4         | 0         |
| 1999      | 7         | 3         |
| 2000      | 10        | 1         |
| 2001      | 10        | 1         |
| 2003      | 10        | 0         |
| 2004      | 6         | 0         |
| 2005      | 5         | 0         |
| 2007      | 6         | 0         |
| 2009      | 4         | 0         |
| 2010      | 2         | 0         |
| Укупно    | 73        | 5         |

### Голови за репрезентацију
| # | Датум             | Стадион                                          | Утакмица | Противник | Гол   | Резултат | Такмичење                 |
| - | ----------------- | ------------------------------------------------ | -------- | --------- | ----- | -------- | ------------------------- |
| 1 | 9. фебруар 1999.  | Мајами оранџ боул, Мајами, САД                   | 14       | Немачка   | 3 : 3 | 3 : 3    | Пријатељска               |
| 2 | 4. јул 1999.      | Стадион Фелисијано Касерес, Луке, Парагвај       | 18       | Аргентина | 1 : 0 | 3 : 0    | Копа Америка 1999.        |
| 3 | 13. октобар 1999. | Стадион Марио Алберто Кемпес, Кордоба, Аргентина | 20       | Аргентина | 1 : 1 | 1 : 2    | Пријатељска               |
| 4 | 4. јун 2000.      | Стадион Немесио Камачо, Богота, Колумбија        | 24       | Венецуела | 2 : 0 | 3 : 0    | Квалификације за СП 2002. |
| 5 | 29. јул 2001.     | Стадион Немесио Камачо, Богота, Колумбија        | 35       | Мексико   | 1 : 0 | 1 : 0    | Копа Америка 2001.        |

## Успеси

### Клуб
Интер
- Серија А: 2005/06, 2006/07, 2007/08, 2008/09, 2009/10.
- Куп Италије: 2004/05, 2005/06, 2009/10, 2010/11.
- Суперкуп Италије: 2005, 2006, 2008, 2010.
- УЕФА Лига шампиона: 2009/10.
- Светско клупско првенство: 2010.

### Репрезентација
Колумбија
- Копа Америка: 2001.

### Индивидуални
- Јужноамерички тим године: 1999.[4]
- (Играч године ФК Интер): 2011.[5]